# Sū Morishita
Sū Morishita (japanisch 森下 suu Morishita Sū, * in Miyazaki) ist eine japanische Mangaka. Sie schafft fast ausschließlich romantische Geschichten, von denen die drei längeren auch auf Deutsch erschienen.

## Werdegang und Werk
Morishita begann ihre Laufbahn mit Kurzgeschichten, die im Magazin Margaret erschienen. 2011 wurden diese im Sammelband Mada Amanogawa ni Ikenai veröffentlicht. Im gleichen Magazin, das sich an jugendliche Mädchen richtet, kamen auch ihre nachfolgenden Serien heraus. Zuerst ab 2012 Daily Butterfly, das von der sich langsam entwickelnden Liebe zwischen zwei Schülern erzählt, denen es beiden schwerfällt, auf andere zuzugehen. Es folgte von 2015 bis 2019 die Serie Short Cake Cake um eine Schulwechslerin, die wegen der langen Fahrten in ein Wohnheim mit anderen Schülern einzieht, die sie nach und nach kennenlernt. Die Sammelbände des Mangas verkauften sich in Japan jeweils über 50.000 Mal.
Seit 2019 erscheint Morishitas neuester Manga, der nun im Magazin Dessert für eine erwachsene Leserschaft erscheint. Ein Zeichen der Zuneigung erzählt von einer gehörlosen Studentin und ihrer Liebe zu einem Kommilitonen. 2024 wurde die Serie als Anime für das japanische Fernsehen umgesetzt. Alle drei langen Serien von Morishita erschienen bei Altraverse auf Deutsch.

## Bibliografie (Auswahl)
- Mada Amanogawa ni Ikenai (まだ天の川にいけない, 2011, 1 Band, Kurzgeschichtensammlung)
- Daily Butterfly (日々蝶々 Hibi Chōchō, 2012–2015, 12 Bände)
- Short Cake Cake (2015–2019, 11 Bände)
- Wakamen: The Mineral Boys (わかメン ～The Mineral Boys～, 2018, 1 Band)
- Hoshokukei Heroine ni ato 1-nen Inai ni Taberaremasu (捕食系ヒロインにあと1年以内に食べられます, 2018–2019, 2 Bände)
- Ein Zeichen der Zuneigung (ゆびさきと恋々 Yubisaki to Renren, seit 2019, 11 Bände)